# NGC 4652
NGC 4652 ist eine 14,8 mag helle Spiralgalaxie mit aktivem Galaxienkern vom Hubble-Typ Sb im Sternbild Großer Bär am Nordsternhimmel. Sie ist schätzungsweise 581 Millionen Lichtjahre von der Milchstraße entfernt und hat einen Durchmesser von etwa 170.000 Lichtjahren.
Das Objekt wurde am 1. Mai 1831 von John Herschel mit einem 18-Zoll-Spiegelteleskop entdeckt, der sie mit „Not vF, pL, gbM. It is almost 6' dist np two B sts 8 and 10m“ beschrieb.